# Фторид свинца(II)
Фтори́д свинца́(II) — бинарное неорганическое соединение, соль металла свинца и плавиковой кислоты с формулой {\displaystyle {\ce {PbF2}}}, прозрачные кристаллы или белый порошок. Плохо растворяется в воде.

## Получение
Действием фтора на металлический свинец:
{\displaystyle {\ce {Pb + F2 -> PbF2}}}.
Растворением в плавиковой кислоте оксида свинца(II), гидроксида свинца(II) или карбоната свинца(II):
{\displaystyle {\ce {PbO + 2 HF -> PbF2 v + H2O}}};
{\displaystyle {\ce {Pb(OH)2 + 2 HF -> PbF2 v + 2 H2O}}};
{\displaystyle {\ce {PbCO3 + 2 HF -> PbF2 v + CO2 + H2O}}}.
Обменными реакциями, например:
{\displaystyle {\ce {Pb(NO3)2 + 2 NaF -> PbF2 v + 2 NaNO_3}}}.

## Физические свойства
Фторид свинца(II) при температуре ниже 447 °C образует прозрачные кристаллы (α-модификация) ромбической сингонии, пространственная группа P nam, параметры ячейки a = 0,6454 нм, b = 0,7863 нм, c = 0,3899 нм, Z = 4.
При температуре 447 °C происходит фазовый переход в β-модификацию кубической сингонии, пространственная группа F m3m, параметры ячейки a = 0,5942 нм, Z = 4.
Плохо растворяется в воде.

## Химические свойства
Восстанавливается водородом:
{\displaystyle {\ce {PbF2 + H2 ->[{\ce {T}}] Pb + 2 HF}}}.
Со фторидом калия образует комплексную соль — гексафтороплюмбат:
{\displaystyle {\ce {PbF2 + 4 KF -> K4[PbF6]}}}.
С другими фторидами щелочных металлов образует комплексные соли — тетрафтороплюмбаты, например:
{\displaystyle {\ce {PbF2 + 2 RbF -> Rb2[PbF4]}}}.
Реагирует с перегретым водяным паром:
{\displaystyle {\ce {PbF2 + H2O -> PbOHF + HF}}}.

## Физиологическое действие
Фторид свинца ядовит, как и другие соединения свинца.

## Применение
- Компонент твёрдых электролитов.
- Компонент керамик и эмалей.
- Как расплав при выращивании монокристаллов.